# Vlatko Pavletić
Vlatko Pavletić (phát âm [ʋlâtko pǎʋletit͡ɕ]; 2 tháng 12 năm 1930 – 19 tháng 9 năm 2007) là chính trị gia, giáo sư đại học, nhà phê bình văn học và viết tiểu luận người Croatia.
Pavletić sing ở Zagreb, Vương quốc Nam Tư. Năm 1955, ông tốt nghiệp Khoa Triết học ở Zagreb, chuyên ngành Tiếng Croatia và văn học. Năm 1972 ông bị bắt vào tù một năm rưỡi bởi chính quyền cộng sản Nam Tư do là người theo chủ nghĩa dân tộc với khẩu hiệu "cố gắng huỷ hoại và thay đổi tổ chức nhà nước". Ông được trao bằng tiến sĩ năm 1975.
Giữa năm 1990 và năm 1992 Pavletić là Bộ trưởng Giáo dục, Văn hoá, Công nghệ và Thể thao dưới thời Thủ tướng Stjepan Mesić, Josip Manolić và Franjo Gregurić. Năm 1992, ông được bầu vào Quốc hội Croatia và được bổ nhiệm làm Chủ tịch Quốc hội vào 28 tháng 11 năm 1995. Ông rời chức vụ năm 2000.
Khi Tổng thống Franjo Tuđman được tuyên bố là mất năng lực vào 26 tháng 11 năm 1999, ông trở thành quyền Tổng thống Croatia. Ông giữ chức vụ nay sau cái chết của Tuđman vào 10 tháng 12 năm 1999 cho đến khi Quốc hội Croatia bầu Zlatko Tomčić làm Chủ tịch mới (cũng như quyền Tổng thống mới) vào 2 tháng 2 năm 2000.
Năm 2004, Pavletić nghỉ hưu. Ông mất vào 19 tháng 9 năm 2007.